# Convención anime

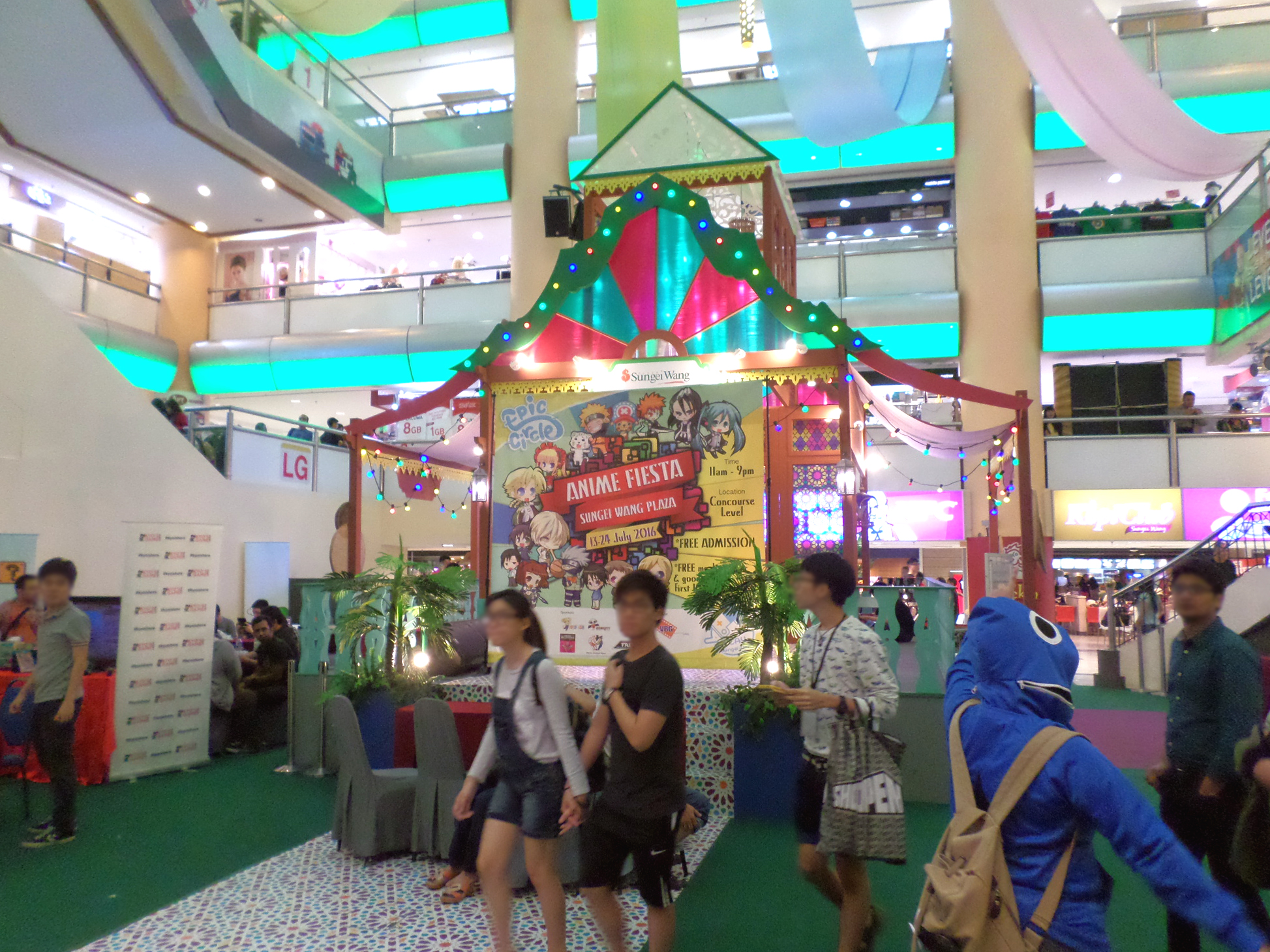
Convención anime

Una convención anime o convención otaku es un evento o reunión que tiene como objetivo la promoción del anime, manga y la cultura japonesa, entre otros. Comúnmente, las convenciones anime son eventos de varios días si son internacionales, un día en localidad, realizados en centros de convenciones, hoteles o campus universitarios. Se distinguen una gran variedad de actividades (proyecciones audiovisuales, desfiles, concursos, exposiciones de arte, artistas invitados, etc.), paneles y tiendas. También las convenciones anime son usados como un vehículo para la industria, en la que los estudios, distribuidores y editores auspician los lanzamientos de sus productos relacionados al anime a través de los asistentes a dichas convenciones.

## Historia
Una de las primeras convenciones anime, el Comiket, dedicado a la publicación de manga hecho por fanáticos (dōjinshi) se inició en 1975 en una pequeña sala en Tokio con sólo 32 expositores y 700 visitantes. A medida que pasó el tiempo comenzó a crecer y en agosto de 2003 se realizó la 64.ª edición, en donde hubo 36.000 expositores y alrededor de 460.000 visitantes, tomando en cuenta que esta edición duró solamente tres días.
Existen otras convenciones anime japoneses que son patrocinados o están asociados por ciertos estudios o compañías editoriales y los utilizan como plataformas para nuevos lanzamientos, tales como el Jump Festa.
Las convenciones anime fuera de Japón comenzaron en la década de 1980 dentro de las convenciones multigénero y en las convenciones de ciencia ficción, en donde el anime tenía una cabida limitada. A pesar de que muchos programas japoneses que se emitían eran muy populares, la penetración directa del mercado de videos anime en Norteamérica y Europa llegó a finales de la década de 1980. A partir de ese momento, las convenciones anime en Norteamérica y Europa tomaron algunas características de las convenciones en Japón tales como el uso de un gran hotel con un salón de reuniones, abarcando uno o dos días , más dentro de un fin de semana, invitando a la miembros de la industria del vídeo, de la moda alternativa y cosplay, comerciantes vendiendo diversas mercancías y otros disfrutando del evento .

## Invitados

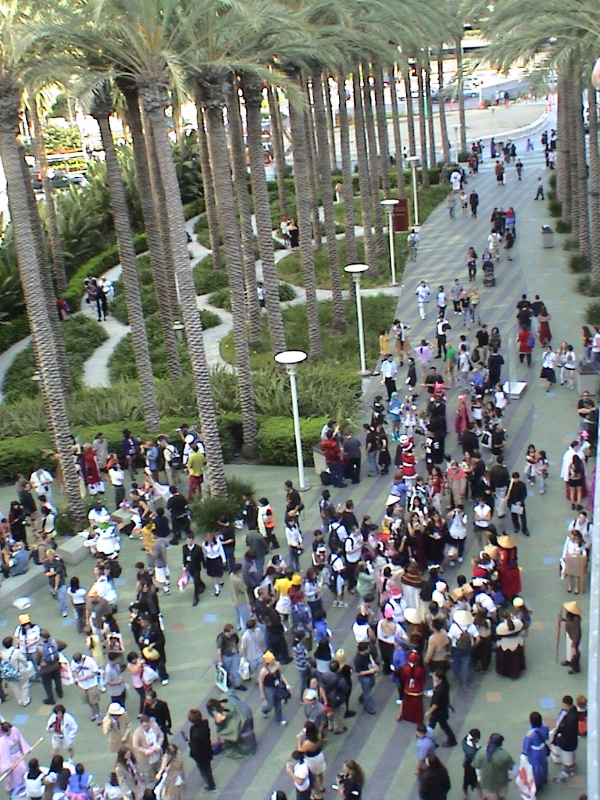
Fotografía tomada en la Anime Expo 2004 desde el techo del Centro de Convenciones de Anaheim.

Ocasionalmente en estos eventos hay una lista de invitados como parte del programa. Es así, que un invitado puede ser un miembro de la industria, un talento (como un dibujante, un actor de doblaje, un actor, etc.) o inclusive una figura dentro de la comunidad de aficionados. Una convención anime representa una oportunidad de interactuar con estos invitados de una forma que no es posible fuera del evento.
También los invitados pueden protagonizar o manejar algunos eventos especiales dentro de la convención, tales como conciertos o anunciar avisos y noticias especiales.

## Las convenciones más grandes del mundo
La más popular y con mayor número de espectadores es sin lugar a dudas la Comiket, con dos ediciones anuales (verano e invierno) en Tokio, Japón contando con más de 500,000 asistentes al día. Esta convención permite que dibujantes aficionados presenten sus trabajos al público y a otros artistas, lo cual ha permitido que se formen algunos de los más grandes círculos artísticos del manga en Japón.
Después de ella, encontramos la Japan Expo, llevada a cabo en el Parc des Expositions de Villepinteen en Francia desde 1999 a la fecha. En el 2012 llegó a contar con 208,000 asistentes y han ido en aumento desde entonces.
En tercer lugar, tenemos el Salón del Manga de Barcelona, la convención más grande de España. A pesar de no contar con una sede fija, en 2012 rompió un récord de asistencia con 112,000 personas. Para el 2014 el conteo oficial llegó a 140,000 personas. 

## Eventos de una convención anime
Dentro de una convención anime existen varios eventos, talleres, pabellones y concursos para los visitantes. Las convenciones de mayor duración con mayor cantidad de visitas poseen una gran variedad y tienen una gran cantidad de eventos. A continuación se muestran los eventos más comunes dentro de una convención anime.

### Paneles
En las convenciones anime ocasionalmente se hacen paneles, que tienen como el fin la discusión de algún tema predeterminado, relacionado de alguna manera con el anime. Los tópicos pueden incluir el manga, actores de voz populares, detalles acerca de algún programa de anime, serie anime o película en particular. En los paneles también se pueden discutir sobre tópicos más generales como el cosplay, el fanfiction, videojuegos o tópicos relacionados con la industria tales como la producción u obtención de licencias de los programas y películas.

### Talleres
A diferencia de los paneles, un taller está más orientado a la capacitación de una tarea específica, por lo general instruido por una persona (en ocasiones por un invitado de la convención). El instructor puede demostrar o instruir a las personas sobre cómo realizar tareas tales como dibujar un manga, hacer animaciones por computador o cómo convertirse en un actor de voz.

### Proyecciones de video
Generalmente, en las convenciones anime se realizan proyecciones de un anime o una película reciente como forma de promocionar material audiovisual que se está exhibiendo en el momento en Japón. Debido a esto, la proyección de videos es poco común en las convenciones japonesas, a menos que lo promueva un estudio en específico. En algunas convenciones poseen cuartos de proyección, con una variada programación de series, de los cuales algunos ya tienen licencia y otros a través de los fansub.

### Concursos
En las convenciones anime se incluyen los concursos. Se enfocan principalmente en competencias de( cosplay), obras de arte (dibujos, o pinturas ), videos musicales relacionados al anime, videojuegos, juegos de rol, juegos de cartas y otros más. En algunos casos, los ganadores de estos concursos obtienen premios tangibles, en algunos casos, dinero.

### Sala de pabellones
La sala de pabellones es un sector popular en la mayoría de las convenciones. Compañías editoriales, distribuidores y otros propietarios acuden para exhibir y/o vender sus productos más recientes a los visitantes. En la mercancía vendida se incluyen manga, anime, figuras de acción, ropas prefabricadas, CD de música, software, decoraciones, juguetes, libros de arte, comida especializada(japonesa), etc. 

### Exhibición de arte
Esta exhibición es similar a los que existen en una galería o en un museo tradicional. Las obras de arte son puestos para exhibición, y en algunos casos para la subasta o venta a los visitantes en algunos casos los mismos visitantes. El artista exhibe artefactos, dibujos, libros o videos autopublicados, fanzines, etc.

### Actividades sociales
En la mayoría de las convenciones (o sus visitantes) también realizan actividades puramente sociales, como bailes, representaciones de escenas de algún anime, cenas, platicas con otros cosplayer, etc.